# Ortholeuca
Ortholeuca é um gênero de traça pertencente à família Arctiidae.